# Frankrike och eurosamarbetet
Frankrike har euron som valuta sedan den 1 januari 1999. Euron är Europeiska unionens officiella valuta, som används i många av Europeiska unionens medlemsstater och ett antal andra stater utanför unionen. De länder som använder euron kallas gemensamt för euroområdet. De lägre valörerna av euron utgörs av mynt, medan de högre valörerna utgörs av sedlar. Euromynten har en gemensam europeisk sida som visar värdet på myntet och en nationell sida som visar en symbol vald av den medlemsstat där myntet präglades. Varje medlemsstat har således en eller flera symboler som är unika för just det landet.
För bilder av den gemensamma sidan och en detaljerad beskrivning av mynten, se artikeln om euromynt.
De franska euromynten präglas av tre olika designer. De lägsta valörerna, 1-, 2- och 5-centmynten, präglas av en avbildning av Marianne, som symboliserar ett starkt och stabilt Europa. 10-, 20- och 50-centmynten präglas av en bild på en kvinna, som även fanns med på francmynten, medan de högsta valörerna, 1- och 2-euromynten, präglas av ett träd som symboliserar liv och fortsatt tillväxt. Runt trädet står det Liberté, Égalité, Fraternité, vilket betyder Frihet, Jämlikhet, Broderskap och är Frankrikes valspråk. Till skillnad från många andra euroländers 2-euromynt har de franska ingen kanttext, utan endast siffran två och en stjärna, vilka upprepas sex gånger. På varje mynt står det också vilket årtal det är präglat.
Sedlar i Frankrikes gamla valuta, fransk franc, kunde växlas in hos landets centralbank fram till 17 februari 2012. Mynt kan heller inte längre växlas in.
Frankrike har präglat en serie mynt och fyra versioner av 2-euro jubileumsmynt.
Under sommaren 2015 sa Marine Le Pen, partiledare för Front National, att hon kommer arbeta för franskt utträde ur eurosamarbetet med orden “I’ll be Madame Frexit if the European Union doesn’t give us back our monetary, legislative, territorial and budget sovereignty.”